# Místa v Harrym Potterovi
Ve fiktivním světě Harryho Pottera, vytvořeným britskou autorkou J. K. Rowlingovou, existuje řada různých míst; následující článek s krátkým popisem shrnuje některá z nich.

## Londýn

### Grimmauldovo náměstí 12
Dům, nacházející se na fiktivním Grimmauldově náměstí 12, patřil starobylé kouzelnické rodině Blacků. Sirius Black jakožto poslední z tohoto rodu, je i jeho majitelem. V pátém dílu kouzelnické ságy o Harrym Potterovi (Harry Potter a Fénixův řád) poskytne tento dům jako sídlo pro organizaci nazývanou Fénixův řád bojující s Voldemortem a jeho stoupenci, tzv. strážcem tajemství Grimmauldova náměstí 12 byl Albus Brumbál. Po Siriusově smrti zdědil tento dům i domácího skřítka Kráturu Harry. V sedmém dílu (Harry Potter a relikvie smrti) poslouží Grimmauldovo náměstí 12 jako dočasné útočiště Harrymu, Ronovi a Hermioně během pátrání po viteálech Lorda Voldemorta
Do domu se nemůže dostat někdo, komu strážce tajemství neřekl o jeho přesné poloze nebo mu nedal papírek (viz Harry Potter a Fénixův řád).

### Nástupiště devět a tři čtvrtě

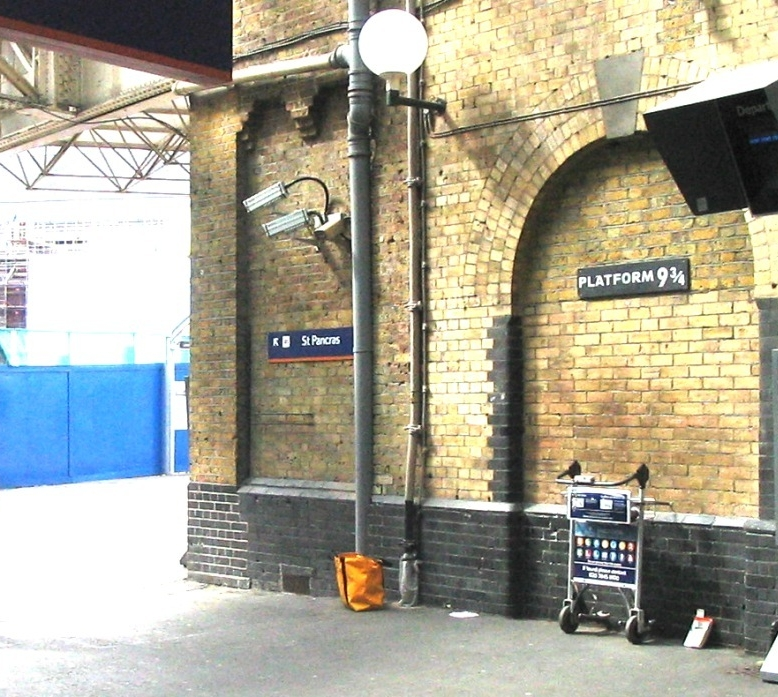
Přepážka na londýnském nádraží King's Cross vedoucí na Nástupiště devět a tři čtvrtě.

Nástupiště devět a tři čtvrtě se nachází na londýnském nádraží King's Cross, ovšem obyčejným lidem, mudlům, je jeho existence utajena. Slouží pouze úzké kouzelnické komunitě a zejména kouzelnickým studentům, kteří se pomocí vlaku stavícího na tomto nástupišti (tzv. Bradavického expresu) každoročně dopravují do Školy čar a kouzel v Bradavicích, protože studenti nemají dovoleno se přemísťovat. Lze se na něj dostat jen přes přepážku mezi nástupišti devět a deset.

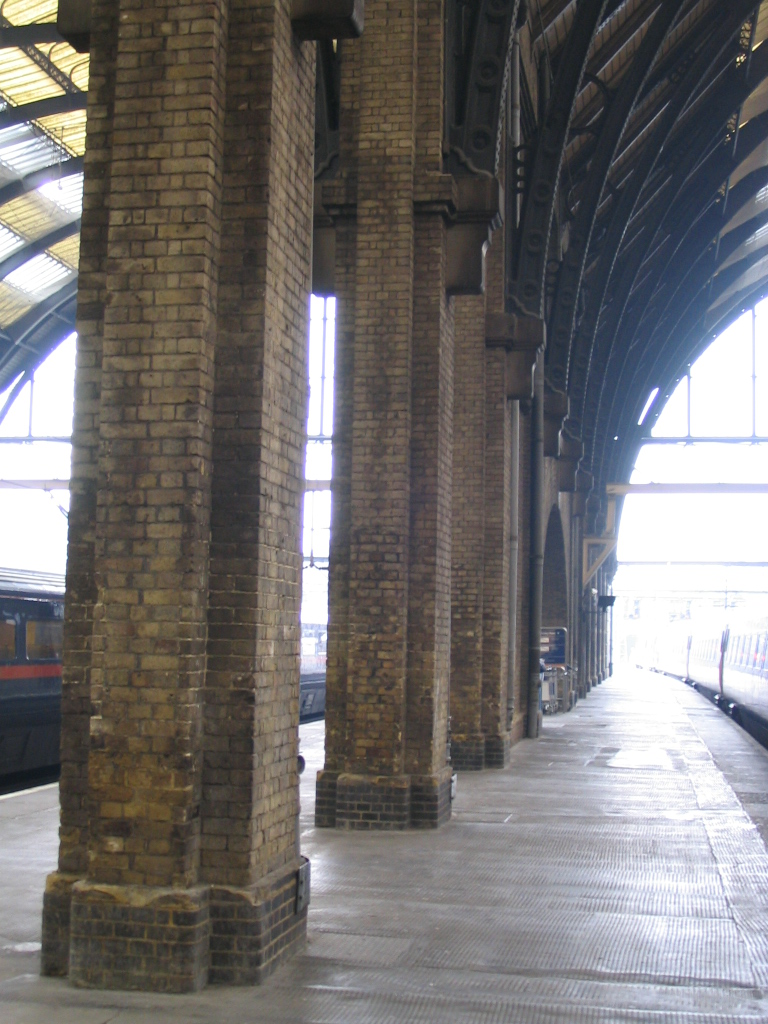
Nástupiště 4 a 5 reprezentující ve filmech o Harrym Potterovi nástupiště 9 a 10.

V reálném světě ceduli s označením "Platform 9¾" je možné nalézt za nástupištěm 9, směrem ven z budovy (lze se orientovat dle směrové tabule "St.Pancras"). Nástupiště 9 a 10 neleží v jedné budově – tedy nejsou uprostřed budovy, jak J. K. Rowlingová zamýšlela a jak je vyobrazeno ve filmu. Filmové nástupiště číslo 9 a 10 je nutné hledat uprostřed hlavní budovy nádraží King's Cross. Ve skutečnosti je tak reprezentují nástupiště 4 a 5.

### Nemocnice svatého Munga
V Nemocnici svatého Munga pro kouzelnické choroby a úrazy nejsou lékaři, ale kouzelničtí léčitelé, nazývání lékouzelníci, kteří nosí citronově zelené hábity. Byla založena léčitelem Mungem Bonhamem. Budova nemocnice se nachází v centru Londýna ve velkém, starobyle vyhlížejícím domě z červených cihel. Na pohled se jedná o dávno zavřenou budovu firmy Berka a Máčel s. r. o., ale kouzelníci vědí, že když vhodně osloví jednu konkrétní figurínu ve výloze, ta jim nenápadně kývne a oni mohou projít výlohou. Po tomto vstupu se návštěvník ocitne ve velkém atriu, ve kterém mimo jiné visí velký portrét Dilysy Derwentové, slavné léčitelky a ředitelky Bradavic. V atriu jsou také velké informace. Nemocnice se poprvé objevila v pátém díle, i když zmíněna je již dříve, po zranění Arthura Weasleyho, kdy ho jdou rodina s Harrym navštívit.
| Podlaží  | Oddělení                                     | Popis                                                                |
| -------- | -------------------------------------------- | -------------------------------------------------------------------- |
| Přízemí  | NEHODY S KOUZELNÝMI PŘEDMĚTY                 | Výbuchy kotlíků, zpětné plameny z hůlek, havárie košťat aj.          |
| 1. patro | ZRANĚNÍ ZPŮSOBENÁ KOUZELNÝMI TVORY           | Kousnutí, žihadla, popáleniny, zapíchnuté bodliny aj                 |
| 2. patro | KOUZELNÉ INFEKCE                             | Nakažlivé choroby (dračí spalničky, mizící nemoc, ječivá plíseň aj.) |
| 3. patro | OTRAVY ZPŮSOBENÉ LEKTVARY A BYLINAMI         | Vyrážky, zvracení, neovladatelné chichotání aj.                      |
| 4. patro | TRVALÁ POŠKOZENÍ ZPŮSOBENÁ ZAKLÍNADLY        | Neodstranitelné kletby, uřknutí, nesprávně použitá kouzla aj.        |
| 5. patro | BISTRO PRO NÁVŠTĚVNÍKY / NEMOCNIČNÍ PRODEJNA |                                                                      |

### Obrtlá ulice
Obrtlá ulice (orig. Knockturn Alley) je ulice v Londýně, vycházející z Příčné ulice. Stejně jako do Příčné do ní nemají přístup mudlové. Je centrem černokněžníků a obchodů s černou magií, např. obchod Borgina a Burkese, dřívější působiště lorda Voldemorta. Harry se do ní omylem dostane ve druhém dílu a dostane ho odsud Hagrid.

### Příčná ulice
Příčná ulice (orig. Diagon Alley) je ulice v Londýně, do které nemají mudlové (pokud je nevezme kouzelník s sebou) přístup. Může se do ní buď přemístit, přepravit letaxovou sítí, nebo přijít přes hospodu Děravý kotel v centru Londýna, která leží na pomezí Příčné ulice a mudlovského světa, ale mudlové ji nevidí.
Téměř všechny budovy na Příčné ulici mají obchodní význam. Mezi nejvýznamnější obchody patří hostinec Děravý kotel, Prodejna hůlek rodiny Ollivanderů, nejprestižnější obchod s kouzelnickými hůlkami, Madame Malkinová / hábity pro každou příležitost, Krucánky a kaňoury, kouzelnické knihkupectví. Příčná ulice je i sídlem Kratochvilných kouzelnických kejklí, obchodu s žertovnými předměty Freda a George Weasleyových. Mimo obchodů je Příčná ulice také sídlem redakce Denního věštce a Gringottovy banky, jediné kouzelnické banky, kterou vedou skřetové a jejíž trezory jsou ukryty hluboko pod Londýnem (na čas v nich byl ukryt i Kámen mudrců nebo jeden z Voldemortových viteálů).

#### Gringottova banka
Gringottovu banku spravují skřeti. V této bance jsou ukryty velké poklady kouzelnických rodin. V prvním díle si z ní Harry vybere peníze na nákup knížek do školy. Také se ji pokouší vykrást profesor Quirell, jež je pod vlivem Voldemorta, ale neuspěje. Je tam také ukryt Kámen mudrců (trezor 713). V druhém díle se objeví, že Weasleyovi jsou opravdu chudí, když si vybírají peníze z trezoru. V šestém díle získá Harry dost peněz, protože mu je odkáže Sirius. V sedmém díle se ukáže, že Voldemort ukryl jeden viteál do trezoru Belatrix Lestrangeové. Harry musel banku vykrást a banka byla poprvé úspěšně vykradena, skrývá se tam také kopie Nebelvírova meče. Průčelí banky je v počítači upravené průčelí domu The Australia House v Londýně.

## Školy
Kromě Bradavic, Krásnohůlek a Kruvalu, evropských kouzelnických škol, které se účastní turnaje tří kouzelnických škol, je ve čtvrtém díle na mistrovství světa ve famfrpálu zmíněna ještě americká Salemská škola pro čarodějky. Ve Fantastických zvířatech je zmíněna americká kouzelnická škola Ilvermorny (Stříbranov).

### Krásnohůlky
Akademie čar a kouzel v Krásnohůlkách (v originále Beauxbatons Academy of Magic; ve francouzštině Académie de Magie Beauxbâtons) je francouzská kouzelnická škola, akademie je umístěna ve třpytivém paláci, který je ovšem menší než Bradavický hrad. Krásnohůlští studenti mají přísný systém vztahující se k chování k jejich profesorům, což je odlišné od školy v Bradavicích. Studenti nosí modro-bílé uniformy. Jde o jednu z největších škol, ale na rozdíl od Bradavic a Kruvalu jde o palác a ne o hrad. Ve škole se skládají zkoušky v šestém roce, na rozdíl od Bradavic, kde se skládají v pátém a sedmém. Škola má velmi dobrý edukační systém, dost možná lepší, než mají Bradavice. Ředitelkou školy během turnaje tří kouzelnických škol je madame Olympa Maxime.
Nejznámější studentkou této školy je Fleur Delacourová, která se ve čtvrtém díle dostala do finále utkání tří kouzelnických škol a později se provdala za Billa Weasleyho. Ve filmu chodily do Krásnohůlek jen dívky, ale v knize je moment, kdy se Padma a Parvati Patilovy posadily vedle krásnohůlského studenta ke stolu a ten s nimi chtěl tančit. Dalším známým studentem byl Nicolas Flamel, známý alchymista, jenž jako jediný stvořil kámen mudrců, a jeho žena Perenelle Flamelová.
Beaux bâtons znamená ve francouzštině krásné hůlky.

### Kruval
Institut čar a kouzel v Kruvalu (v originále Durmstrang Institute for Magical Learning) je jednou ze tří kouzelnických škol, které se účastní po více než 700 let turnaje tří kouzelnických škol. Nachází se ve Skandinávii, přesněji ve Švédsku nebo Norsku. Albus Brumbál je vítá jako "přátele ze severu", studenti zmínění v knize mají ruská či bulharská jména, nejznámější kruvalský student, slavný hráč famfrpálu a šampión mistrovství světa ve famfrpálu Viktor Krum je z Bulharska. Studenti nosí těžké kožešiny a krvavě rudé hábity. Velmistrem školy byl v době čtvrtého dílu bývalý smrtijed Igor Karkarov. Ve filmu byl Kruval čistě chlapeckou školou.
Kruval je znám pro svůj důraz na černou magii, zatímco ostatní školy se zaměřují pouze na obranu proti ní, kruvalští se učí přímo ji. Studentem Kruvalu byl také Gellert Grindelwald, černokněžník, který se chtěl zmocnit bezové hůlky. Viktor Krum říká, že Grindelwald vyřezal symbol relikvií smrti do kruvalských zdí.
Originální název "Durmstrang" je pravděpodobně narážka na německé hnutí Sturm und Drang, což znamená Bouře a vzdor.

## Prasinky
Prasinky (orig. Hogsmeade) jsou poslední čistě kouzelnickou vesnici ve Velké Británii. Od 3. ročníku ji studenti Školy čar a kouzel v Bradavicích mohou pravidelně navštěvovat (se souhlasem rodičů nebo zákonného zástupce). Návštěva se koná několikrát během školního roku. Prasinky jsou od Bradavic vzdáleny asi jednu míli. Je v nich také nádraží jednoúčelové vlakové dráhy z Londýna, z King Cross, Nástupiště 9 a 3/4, kterým přijíždí studenti do školy.
V Prasinkách sídlí mnoho kouzelnických obchodů, např. Medový ráj, což je prodejna kouzelnických sladkostí, do jejíhož sklepa ústí jedna z tajných bradavických chodeb, prodejna U Taškáře, obchod s žertovnými kouzelnickými předměty, a U Džina v láhvi, obchod s kouzelnickými potřebami. Prasinky jsou domovem také několika hospod. Nejznámější je hostinec U Tří košťat, který vede madam Rosmerta, zamilované páry se scházejí v čajovně madam Pacinkové. Pochybnější osoby se scházejí u Prasečí hlavy, v hospodě, kterou provozuje Aberforth Brumbál. Prasečí hlava byla místem, kde Sibylla Trelawneyová pronesla věštbu o Harrym a Voldemortovi, kde Hagrid koupil dračí vejce, ze kterého se vylíhl Norbert respektive Norberta, a kde se konala ustavující schůze Brumbálovy armády. V sedmém díle přes portrét Ariany Brumbálové umístěný u Prasečí hlavy proudili čarodějové a čarodějky do Bradavic a z nich, aniž by byli viděni někým z Voldemortovy strany. V Prasinkách také stojí údajně nejstrašidelnější dům v Británii, tzv. Chroptící chýše. Ta je ale ve skutečnosti pouze místem, které sloužilo k úkrytu Remuse Lupina během jeho studia v Bradavicích o úplňcích, když se měnil ve vlkodlaka. Je spojena s bradavickými pozemky tajnou chodbou, která začíná u kmene vrby mlátičky.

### Chroptící chýše
Chroptící chýše (Shrieking Shack) je fiktivní obydlí z knih o Harrym Potterovi. I když je neprávem označována za nejstrašidelnější dům v Británii, je oblíbenou zastávkou každého návštěvníka Prasinek.
Původcem nářků a skřeků, které se kdysi z této ponuré stavby ozývaly, však vůbec nebyli duchové, nýbrž Remus Lupin, proměněný ve vlkodlaka. Dům byl ve skutečnosti postaven, když přišel Lupin do Bradavic, což mu umožnilo přeměnit se v bezpečné vzdálenosti od ostatních studentů. Ústí v ní tajná chodba z Bradavic, která začíná pod Vrbou mlátičkou. V této budově se Harry poprvé setkal se Siriusem Blackem a také zde byla odhalena totožnost krysy Prašivky, která byla ve skutečnosti Peter Pettigrew.

## Zapovězený les
Zapovězený les (Forbidden Forest) je nebezpečný tmavý les, který ohraničuje pozemky Bradavic. Vstup do něj je studentům zakázán, kromě hodin péče o kouzelné tvory nebo jiných zvláštních příležitostech jako jsou školní tresty, protože se v něm nacházejí tvorové jako kentauři, jednorožci, testrálové, akromantule (Aragog), trollové. Byl do něj také vypuštěn Chloupek po zničení Kamene mudrců a byl také domovem Hagridova bratra Drápa.

## Azkaban
Azkaban, neboli Azkabanské vězení, je určeno pro nejhorší zločince. Nachází se na ostrově uprostřed Severního moře, proto je velmi těžké z ní uprchnout. S cizí pomocí se to však dá. Barty Skrk jr. uprchl poté, co ho odsoudili za mučení Longbottomových, za pomoci své umírající matky a mnoholičného lektvaru. Trestance zde střeží mozkomorové – stvůry, které vysávají z lidí štěstí a všechny veselé vzpomínky. Vězni jsou nuceni znovu a znovu prožívat nejhorší okamžiky svého života, mnoho z nich proto brzy propadne zoufalství a zemře, jiní zešílí. Zde byl také vězněn Rubeus Hagrid (na konci druhého dílu – Harry Potter a Tajemná komnata, když se ministerstvo kouzel domnívalo, že Tajemnou komnatu otevřel on) a Sirius Black, který byl první, komu se podařilo odsud utéct bez pomoci zvenku (Harry Potter a vězeň z Azkabanu). Když zlý černokněžník lord Voldemort znovu povstal, získal si mozkomory na svou stranu. Ti dovolili uprchnout deseti jeho nejvěrnějším příznivcům – smrtijedům – a poté opustili Azkaban a dali se do jeho služeb (Harry Potter a Fénixův řád).

## Nurmengard

Symbol relikvií smrti, který byl u vchodu do Nurmengardu

Nurmengard je vězení, které postavil Gellert Grindelwald pro své odpůrce a mudly. Vchod do něj byl zdoben symbolem relikvií smrti a nápisem Pro větší dobro. Poté, co Brumbál Grindelwalda porazil, byl ve vězení uvězněn samotný Grindelwald. Nurmengard je zobrazený v posledním díle série, když Voldemort přijde za Grindelwaldem, aby získal informace o bezové hůlce, jedné z relikvií smrti. Grindelwald mu je odmítne dát a Voldemort ho zabije.

## Kouzelnická a mudlovská obydlí

### Godrikův důl
Godrikův důl (anglicky: Godric's Hollow) je fiktivní mudlovská vesnice v jihozápadní Anglii, kde ale sídlí velká kouzelnická komunita. Je místem narození Godrika Nebelvíra, podle kterého se vesnice jmenuje, a místem, kde byla vytvořena první zlatonka. Ve vesnici bydleli Potterovi v době, kdy je zavraždil Voldemort, právě tady přišel Harry ke své jizvě. Ve vesnici je na památku tohoto činu památník, který vidí pouze čarodějové. Poblíž památníku také zanechali někteří kouzelníci vzkazy pro Harryho.
Harry vesnici navštíví v sedmém díle, když pátrá po Voldemortových viteálech, aby navštívil hrob svých rodičů. Zjistí, že na zdejším hřbitově je pohřbeno mnoho známých kouzelníků, včetně Ignota Peverella, Potterových, Brumbálových.

### Kvikálkov
Kvikálkov (anglicky: Little Whinging) je fiktivní město, které se nachází v Surrey v Anglii, jižně od Londýna. Ve zdejší Zobí ulici č. 4 odmalička vyrůstal Harry Potter u tety Petunie a strýce Vernona Dursleyových, kteří se k němu nikdy moc dobře nechovali. Bydlí zde také Arabella Figgová, moták, která sem byla nasazena Brumbálem, aby na Harryho dohlédla. Po nástupu do Bradavic Harry v Kvikálkově již netráví moc času, ale pravidelně se tam vrací na prázdniny.

### Malý Visánek
Malý Visánek (anglicky: Little Hangleton) je fiktivní mudlovská vesnice, místo, kde žili předkové lorda Voldemorta z otcovy i matčiny strany, tedy Raddleovi i Gauntovi. Zatímco Raddleovi, Voldemortovi mudlovští předkové, bydleli v honosném domě, Gauntovi, potomci Salazara Zmijozela a čistokrevní kouzelníci, bydleli ve zchátralé chatrči. Vesnice se poprvé objevuje ve čtvrtém díle, když je v domě Raddleových zavražděn Voldemortem Frank Bryce a později na zdejším hřbitově Voldemort získá znovu své tělo a bojuje s Harrym. Znovu se objeví v šestém díle ve vzpomínkách na Voldemorta, které Harrymu ukazuje Brumbál.

### Lasturová vila

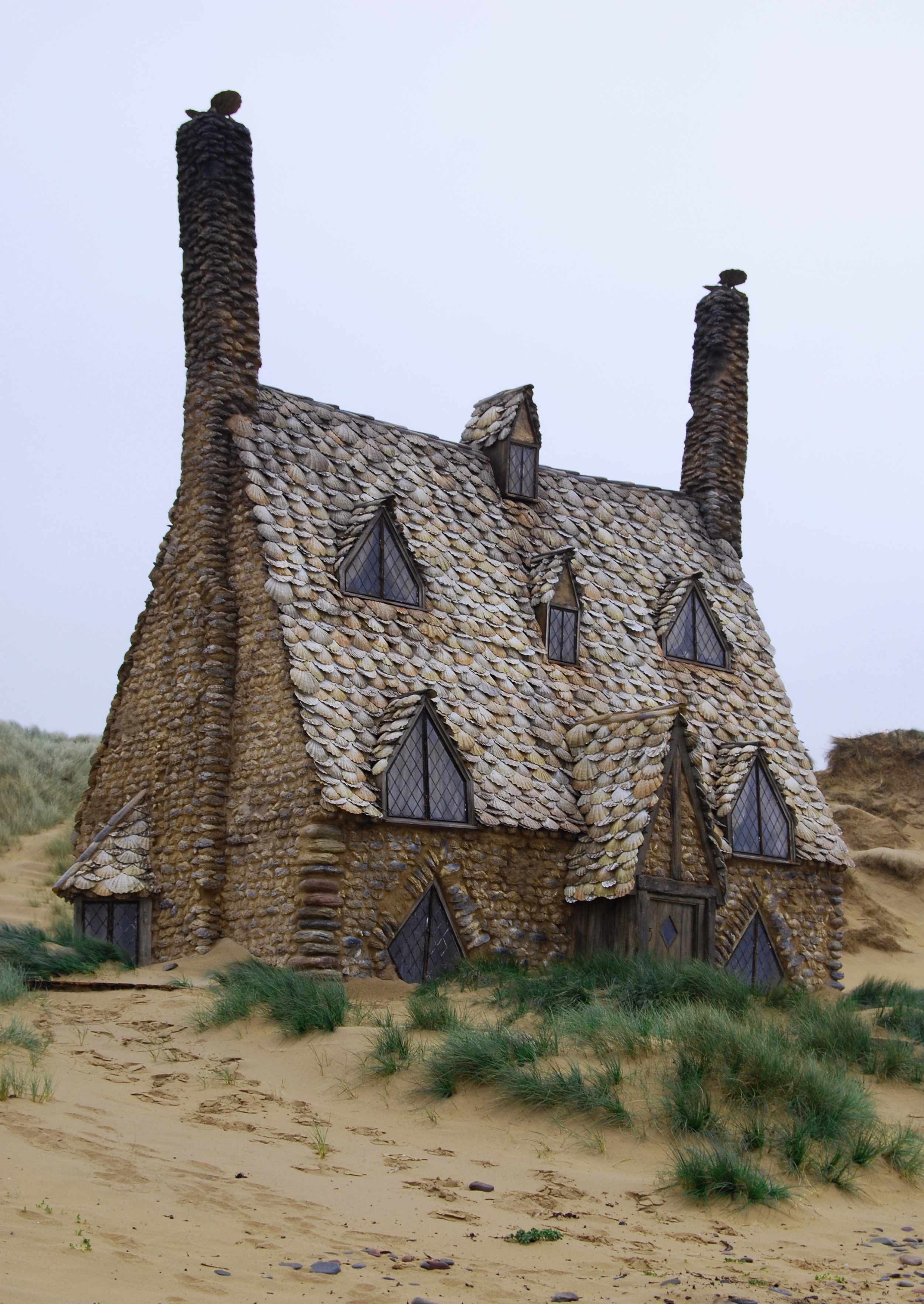
Lasturová vila postavená kvůli natáčení Relikvií smrti

Sídlo rodiny Weasleyových je Doupě, které leží ve fiktivní vesnici zvané Vydrník svatého Drába (anglicky: Ottery St. Catchpole), nedaleko které bydlí i Diggoryovi a Láskorádovi. Po svatbě s Fleur se Bill přestěhoval do Lasturové vily (anglicky: Shell Cottage), která na čas v posledním díle sloužila jako úkryt pro Harryho, Rona, Hermionu, Lenku Láskorádovou, Deana Thomase, pana Ollivandera a Griphooka, poté, co uprchli ze sídla Malfoyových, kde si smrtijedi na čas zřídili základnu a věznili je tam. Sídlo Malfoyových se nachází kdesi ve Wiltshireu, jak je zmíněno v pátém díle Harryho Pottera.
Severus Snape bydlí v mudlovské Tkalcovské ulici, která se nachází ve stejném městě jako se narodily Lily a Petunie Evansovy.